# پیک‌بوی
کوان سونگ-هوان (کره‌ای: 권성환؛ زادهٔ ۲۷ مه ۱۹۸۹)، که بیشتر با نام هنری پیک‌بوی (کره‌ای: 픽보이؛ انگلیسی: Peakboy) شناخته می‌شود، رپر، تهیه‌کننده موسیقی و خواننده-ترانه‌سرای اهل کره جنوبی است. او نخستین تک‌آهنگ خود به نام «Gin & Tonic» را در سال ۲۰۱۷ از طریق ساوندکلاود و اولین مینی آلبوم خود به نام پرتره (Portrait) را در سال بعد منتشر کرد. از آغاز خوانندگی با نورون میوزیک، او دو مینی آلبوم و چندین تک‌آهنگ استند-الون منتشر کرده‌است.

## اوایل زندگی
پیک‌بوی با نام تولد کوان سونگ-هوان در ۲۷ مه ۱۹۸۹ به دنیا آمد و یک برادر بزرگتر دارد. او در اینچئون زندگی کرده‌است جاییکه از دبیرستان آنام فارع‌التحصیل شد. او و پارک یونگ-این از اوربن زاکاپا، هر دو از مؤسسه هاگ‌وون فارغ‌التحصیل شدند و پیک‌بوی پس از دیدن پارک یونگ-این که از یک برنامه موسیقی استفاده می‌کرد، به موسیقی علاقمند شد. پیک‌بوی به یک کمپانی به عنوان کارآموز پیوست و قصد داشت که قبل از رها کردن این مسیر، تا قبل از ۲۲ سالکی خواننده شود. او به خدمت سربازی رفت و در سال ۲۰۱۶ مرخص شد.